# Узюмъюган
Узюмъюган (устар. Узюм-Юган) — река в России, протекает по Ханты-Мансийскому АО. Устье реки находится в 181 км по левому берегу реки Малая Сосьва. Длина реки составляет 57 км.

## Притоки
- 5 км: Хутымсоим (лв)
- 12 км: Ай-Узюмъюган (лв)
- 31 км: Ай-Пуссоим (лв)
- 38 км: Ун-Пуссоим (пр)

## Данные водного реестра
По данным государственного водного реестра России относится к Нижнеобскому бассейновому округу, водохозяйственный участок реки — Северная Сосьва, речной подбассейн реки — Северная Сосьва. Речной бассейн реки — (Нижняя) Обь от впадения Иртыша.
Код объекта в государственном водном реестре — 15020200112115300028626.